# Linping Lu
Linping Lu (chiń. 临平路站) – stacja metra w Szanghaju, na linii 4. Zlokalizowana jest pomiędzy stacjami Dalian Lu i Hailun Lu. Została otwarta 31 grudnia 2005.